# Erhart Öglin
Erhart Öglin, auch in der Vornamenschreibweise Erhard und den Nachnamensschreibweisen Oeglin oder Oglin und latinisiert Ocellus vorkommend (* um 1470 in Reutlingen; † um 1520 in Augsburg), war ein deutscher Buchdrucker mit dem Schwerpunkt Notendruck. Öglin fertigte 1512 als erster Drucker in Deutschland einen Notendruck an, das Deutsche Liederbuch, das 43 deutsche geistliche und weltliche Lieder sowie sechs lateinische Gesänge enthält.

## Leben und Werk
Das genaue Geburts- und Sterbejahr von Erhart Öglin sind nicht bekannt. Ab 1491 wurde er als Drucker in Basel, ab 1498 in Tübingen und von 1505 bis 1520 in Augsburg nachgewiesen. Öglin arbeitete teilweise mit den Buchdruckern Johann Otmar und Jörg Nadler (Stellae musicae juvenibus, 1508) zusammen. In seiner Druckerei wurden humanistische Werke, Volksschriften und Zeitungen verlegt. Ein weiteres von Öglin verlegtes Musikwerk ist Melopoiae sive harmonicae tetracentiae des Petrus Tritonius (1507). Komponistennamen wurden in dem oben genannten Deutschen Liederbuch nicht genannt. Durch Vergleiche dieser Lieder mit kompositorischen Werken wurden unter anderem Paulus Hofhaymer, Heinrich Isaac, Machinger, Adam Rener und Ludwig Senfl als ihre Komponisten ermittelt. Öglin verwendete als erster deutscher Drucker das Typendoppelungsverfahren. Bei diesem Verfahren wurden zunächst die Notenlinien und erst in einem zweiten Schrift die Typen für die Noten in den Drucksatz gebracht.

## Ehrungen
Nach Erhart Öglin wurde die Öglinstraße in Augsburg benannt.